# Mosquée Ar-Rahma de Béziers
Pour les articles homonymes, voir Mosquée Ar-Rahma.
La mosquée Ar-Rahma de Béziers, aussi appelée mosquée Errahma, (en arabe : مسجد الرحمة), traduit en français par mosquée de la miséricorde, est un édifice religieux musulman situé en région Occitanie, en France.

## Histoire

### Conflit avec Robert Ménard
Le 12 décembre 2015, les fidèles de la mosquée refusent à la majorité absolue de signer la « charte des mosquées de Béziers » demandée par le maire Robert Ménard. La charte est composée des six points suivants : 
- « 1. Les imams des mosquées de Béziers s'engagent à ne prêcher qu'en français ou à assurer une traduction en français.

- 2. Les imams et fidèles des mosquées de Béziers s'engagent à ne faire aucun appel public à la prière, notamment dans la rue, sous quelque forme que ce soit.

- 3. Les imams et présidents d'associations gérant les mosquées de Béziers s'engagent à ne pas poursuivre d'activités et à entretenir des liens avec des associations ou des mosquées, en France ou à l'étranger, appartenant aux courants les plus extrémistes salafistes et Frères musulmans.

- 4. Les imams et présidents d'associations gérant les mosquées de Béziers s'engagent à ne pas diffuser les discours ou faire la promotion des cheikhs ou « savants » saoudiens wahhabites, des cheikhs des Frères musulmans de tous les pays.

- 5. Les imams et présidents d'associations gérant les mosquées de Béziers s'engagent à ne pas promouvoir les textes et livres qui prescrivent le djihad ou la peine de mort pour, entre autres, les apostats, les athées ou les homosexuels.

- 6. Les imams et présidents d'associations gérant les mosquées de Béziers s'engagent à ne recevoir aucun financement d'un État étranger, d'une collectivité d'un État étranger ou d'une association étrangère, pour mettre fin aux « mosquées consulaires ». »[1]

Les responsables de la mosquée motivent ce refus en déclarant qu'ils n'ont pas attendu le maire pour appliquer ces principes et dénoncent une « opération de communication » qui, de plus, les placent dans une situation de boucs émissaires. Selon l'avocat Jean-Michel Ducomte, cette charte est contraire à la séparation des Églises et de l'État.

### Un lieu de culte menacé
Au lendemain de l'assassinat de Samuel Paty dans la ville de Conflans-Sainte-Honorine, la mosquée de Béziers a été l'objet de nombreuses menaces, notamment celle d'incendier le lieu de culte. Les auteurs des menaces se vantaient d'avoir constitué « un clan » prêt à agir violemment contre la mosquée.
Ces menaces s'inscrivent dans un contexte de montée de l'islamophobie et d'actes anti-musulmans en France, notamment en réaction à la multiplication d'attaques terroristes islamistes dans le pays,,. 
Face à ces menaces et au risque d'une montée d'actions violentes, le ministère de l'Intérieur a demandé, par l'intermédiaire des préfets, le renforcement de la protection de ce lieu de culte, conjointement à une mosquée de Bordeaux qui a été vandalisée dans un acte islamophobe,.